# 小鱗刺脂鯉
小鱗刺脂鯉（Acanthocharax microlepis）為輻鰭魚綱脂鯉目脂鯉亞目脂鯉科的其中一個種。分布於南美洲埃塞奎博河流域，體長可達8.5公分，棲息在底中層水域，生活習性不明。
其种加词“microlepis”意为“细鳞的”。